# Clock Tower: The First Fear
Clock Tower (クロックタワー Kurokku Tawā?), es el primer videojuego de terror perteneciente a la saga de Horror de supervivencia Clock Tower, creado por Human Entertainment para Super Famicom y publicado solo en Japón en 1995. En 1997 se lanzó una versión para Microsoft Windows y PlayStation titulada Clock Tower: The First Fear (クロックタワー ザ･ファースト･フィアー Kurokku Tawā Za Fāsuto Fiā?), que incluía mejoras en el apartado gráfico y sonoro. En 1999 se lanzó una versión para WonderSwan, pero el juego no estaba listo y había varios errores difíciles de identificar.
La historia sigue a Jennifer Simpson mientras descubre los secretos de la mansión Barrows y trata de huir del antagonista del juego, el Asesino de las Tijeras o Scissorsman. El juego consta de varios finales que dependen de las decisiones del jugador durante la aventura. Clock Tower ha sido relanzado para la WonderSwan, Wii, Wii U, PSP y PlayStation 3. Nunca ha sido distribuido fuera de Japón de manera oficial, aunque existen varias traducciones realizadas por fanes.
Hay planes para lanzar un remaster para Steam, Xbox One, Xbox Series X|S, Switch, PS4, y PS5 para inicios de 2024.

## Modo de juego
Clock Tower: The First Fear es un point and click que sigue la interfaz de las aventuras gráficas para PC, pero con el manejo adaptado a un mando de videoconsola (a excepción de la versión para PC). El jugador controla a Jennifer Simpson, y deberá ayudarla a investigar habitaciones y huir del Asesino de las Tijeras, el villano que perseguirá a la protagonista durante el transcurso del juego.
Durante el transcurso del juego, Jennifer no cuenta con ningún arma para defenderse ni posee ningún poder sobrenatural. Tan solo puede huir y esconderse de su enemigo. Cuando es atacada puede defenderse (pulsando el botón de «pánico») esquivando y empujando a su agresor.
Asimismo, el estado anímico de Jennifer será muy importante en el juego. El jugador puede ver el rostro de la protagonista en la esquina inferior izquierda de la pantalla, rodeado por un fondo cuyo color variará en función del estado en el que se encuentre Jennifer:
- Azul: En calma. Aparentemente, Jennifer está fuera de peligro, al menos por el momento.
- Amarillo: Alerta. En este caso, Jennifer siente un peligro cerca, y se mostrará con los ojos cerrados.
- Naranja: Alarmada.
- Rojo y azul: Estado adrenalínico. El fondo comenzará a parpadear, y si está ante el Asesino de las Tijeras, luchará contra él, a pesar de que tiene más probabilidades de morir al primer golpe. Asimismo, si intenta correr en este estado, tendrá más posibilidades de tropezar.

El estado anímico refleja lo que Jennifer siente, no significa que haya un peligro cerca realmente. Scissorman aparece cuando el jugador interactúa con ciertos objetos, pero a veces él está escondido en algún objeto de una habitación y sale cuando el jugador se acerca a este, otras veces sale un gato negro desde algunos de los objetos donde puede esconderse Scissorman.

## Argumento
Jennifer Simpson es una niña que vive en el orfanato Granite y que un día recibe la noticia de que el señor Barrows está interesado en adoptarla a ella y a sus amigas. Barrows es un millonario que vive en una mansión conocida como Clock Tower (La Torre del Reloj), debido a la gran torre de reloj construida en uno de los laterales de la casa.
El juego empieza en el momento en que Mary, la mujer del señor Barrows, lleva a las chicas a la mansión y les hace esperar en el salón principal mientras va a buscar al futuro padre adoptivo. Las muchachas se acaban preocupando por la tardanza de Mary, y Jennifer se ofrece a investigar. Aquí es donde el jugador toma control de la protagonista. Al salir del salón, Jennifer escucha un grito desgarrador.
Cuando regresa al comedor, se encuentra con las luces apagadas y la desaparición de sus amigas. La mansión está en absoluto silencio hasta que pronto es perseguida por un niño psicópata armado con unas tijeras gigantescas. Se trata de Bobby Barrows, alias el «Asesino de las Tijeras» (Scissorman), que atormentará a Jennifer durante el transcurso del juego.
Desde este punto, la historia puede variar según los pasos que siga Jennifer por la mansión, llevándola a diferentes finales. Existen 9 finales diferentes (8 finales y 1 especial oculto).
A medida que el jugador explore la mansión, se encontrará con que, aparentemente, en ese lugar hay algo mucho más siniestro que un niño psicópata. Si Jennifer pierde el conocimiento durante el juego, despertará dentro de una jaula en un cobertizo del jardín, junto con un hombre andrajoso y de aspecto salvaje. A menos que Jennifer le entregue un trozo de jamón al hambriento personaje, este la devorará. Una vez saciado su apetito sin comerse a Jennifer, el hombre se identifica como Simón Barrows, el marido de Mary y la persona que supuestamente adoptó a Jennifer y sus amigas, mencionando también una «cuna bajo las estrellas». Lotte aparece en ese momento y rescata a Jennifer de la jaula, pero muere acto seguido de un tiro de escopeta por Mary Barrows.
Si nada de esto ocurre, Jennifer puede romper un muro frágil en un almacén de la casa, descubriendo una entrada a una habitación sellada donde descubre un esqueleto vestido en un rincón. Al examinar el nombre del maletín de médico que hay junto al cuerpo, Jennifer descubrirá que el muerto no es otro que su padre, Walter Simpson. La lectura de una libreta de notas que el cadáver tenía revela que el Sr. Simpson era doctor, y acudió por encargo a la Mansión Barrows para ayudar en el parto de la señora Barrows. Pero después de su nacimiento, el doctor se dio cuenta de que había algo extraño en los dos bebés gemelos y uno de ellos se comió su mano. Mary le encerró entonces en esa habitación para que no revelara a nadie la naturaleza demoníaca de sus hijos y selló la puerta para que muriera al acabarse el aire. La «cuna bajo la estrella» es de nuevo mencionada en las notas, y antes de morir, el doctor Simpson escribió el nombre de su hija con su último aliento.
Buscando por la mansión, Jennifer puede encontrar una habitación con dos jaulas, y al encender las luces, descubre el cadáver de un cuervo sobre una mesa, aparentemente sacrificado en algún ritual. Jennifer puede usar una llave para liberar al cuervo vivo de su jaula y al ver cómo se va volando Jennifer espera escapar ella también.
Sin embargo, en la versión para PlayStation la llave no se encuentra al lado del cuervo muerto. Jennifer encuentra una habitación con cabezas de animales aparentemente cazados colgados de la pared y frascos con órganos, uno de estos frascos se cae y se rompe, asustando a Jennifer. También encontró un cuchillo en la habitación y ve un armario, Jennifer investiga ese lugar y encuentra una especie de zombi aparentemente hecho de otras partes humanas, este cobra vida y persigue a Jennifer, esta usa el cuchillo que encontró y lo apuñala matándolo así, dentro de este encuentra una llave que abre la jaula donde se encuentra el cuervo vivo.
En una de las habitaciones, la protagonista descubre una capilla satánica, con una altar dedicado al diablo y una pentagrama invertido dibujado en el suelo. Si el jugador ha reunido las pistas y objetos (una estatuilla demoníaca o un cetro de oro), Jennifer puede usarlos en el altar para descubrir una entrada secreta a una caverna bajo la mansión. Tras bajar por una escalerilla, Jennifer ve a una figura encapuchada caminando delante de ella hacia las entrañas de la caverna. Ella la sigue, disfrazándose con una capa y un perfume para hacerle creer al perro guardián que es la Sra. Barrows. Jennifer descubre a Lotte moribunda en un altar con velas (si Jennifer no es rescatada de la jaula) y al adentrarse más en la gruta halla una extraña sala.
Jennifer entra en la sala y ve un par de gruesas cortinas. Al mirar que hay detrás, se asusta, y echa a correr horrorizada. Al parecer esta habitación era «la cuna bajo la estrella» (la estrella era el pentagrama del suelo de la capilla satánica). Entonces, las cortinas se abren, revelando a Dan, el hermano gemelo de Bobby, un gigantesco bebé deforme que sale gateando tras Jennifer, persiguiéndole por la caverna y arrinconándola frente a una pendiente. Jennifer trepa rápidamente por la pendiente, haciendo caer accidentalmente una lata de gasolina que impacta contra un candelabro, haciendo que Dan muera abrasado. Jennifer escapa en un ascensor, hasta lo alto de la Torre del reloj.
Mientras sube, Bobby salta al techo del ascensor usa sus tijeras para abrir un agujero y entrar. En ese momento el ascensor llega a su destino, y Jennifer sale corriendo, con Bobby pisándole los talones. Finalmente, Jennifer sube a lo alto del mecanismo del reloj y acciona unos interruptores que hacen que las campanadas comiencen a sonar. Bobby suelta sus tijeras, y se lleva las manos a los oídos, enloquecido por el sonido de las campanadas, Bobby tropieza y cae por un hueco de la barandilla desde lo alto de la torre, muriendo.
Esta última parte se ve en los finales S, A, B y C. Luego de eso ocurre una última escena para cerrar el juego que depende del final resuelto.

## Personajes
- Jennifer Simpson

Es la protagonista del juego. Jennifer es una chica de catorce años, con el cabello largo y negro, que vive en el orfanato Granite. Su padre, el doctor Walter Simpson, murió emparedado en la mansión Clock Tower después de asistir al parto de los gemelos Barrows.
- Ann (Anne en la versión japonesa)

Amiga de Jennifer. Es una chica de carácter abierto y alegre. Es castaña y lleva un vestido verde de mangas amarillas. Jennifer puede encontrarla ahogada en la piscina o bien atravesada por las tijeras de Bobby, antes de caer por una de las cristaleras de la mansión. Asimismo, puede morir arrojada por uno de los ventanales de la mansión. Si sobrevive, aparece en los finales S y A
- Lotte

Es la mejor amiga de Jennifer y se la considera la más masculina del grupo. Se trata de una chica pelirroja, con el pelo corto y vestida con una blusa roja y unos pantalones azules. Es la más heroica de las chicas, ya que se sacrifica para rescatar a Jennifer cuando a esta la encierran en la celda de Simón Barrows. No obstante, después de esto, Mary la mata de un disparo. Si esta secuencia no se da en el juego, Jennifer la encontrará moribunda en las cuevas, y durante su agonía le proporcionará pistas para acabar con el Asesino de las Tijeras. Al contrario que Ann y Laura, Lotte es la única que no puede sobrevivir. Su andrógina apariencia ha provocado en los fanes muchas discusiones sobre su género, pero es una chica.
- Laura (Rolla en la versión japonesa)

Amiga de Jennifer. Es una chica rubia con un vestido azul, muy femenina y delicada. Al contrario que el resto, es muy tímida y callada, y la única que se muestra reticente a la adopción. Jennifer puede encontrarla colgada y desangrada en la ducha, o muerta dentro de una armadura. También puede morir arrojada por uno de los ventanales de la mansión. Si sobrevive, aparecerá en los finales S y A.
- Mary Barrows (Mary Burroughs en la versión japonesa)

A pesar de presentarse a las chicas como la sirvienta de Clock Tower, se trata de la esposa del señor Barrows y de la madre de los gemelos. Es una mujer alta y rubia, con el cabello peinado en un moño. Mary es el cerebro que hay detrás de todos los sucesos de la mansión. Es una mujer cruel y vengativa, que carece de sentimientos hacia nadie excepto por sus hijos.
- Bobby Barrows (Bobby Burroughs en la versión japonesa)

El Asesino de las Tijeras. Bobby es un niño de nueve años que nunca habla, vestido con un uniforme de colegio, con el rostro deformado y armado con unas tijeras gigantescas. Es el antagonista principal, del cual Jennifer deberá huir y esconderse a lo largo del juego. Muere al final del juego cuando Jennifer acciona unos interruptores que hacen funcionar la campana de la torre del reloj, Bobby se aturde al escuchar los engranes y cae desde lo más alto del lugar.
- Dan Barrows (Dan Burroughs en la versión japonesa)

Hermano gemelo de Bobby. Es una especie de ¨bebé¨ deforme y gigantesco, que habita en las cuevas subterráneas de la mansión. Cuando Jennifer lo encuentra, este la persigue hasta acorralarla en una pendiente, esta trepa y accidentalmente hace caer lata de gasolina que choca contra unas velas haciendo explotar la lata y matando a Dan abrasado por el fuego. En la versión para PlayStation del juego, se ve que un niño sale de las cenizas de Dan. Es muy probable que este niño sea Edward, el niño con amnesia de Clock Tower (PlayStation), que luego se revela que es la reencarnación de Dan y el verdadero Scissorman.
- Simón Barrows (Simón Burroughs en la versión japonesa)

El supuesto padre adoptivo de las chicas, marido de Mary y padre de los gemelos. Jennifer lo encuentra en una celda de la mansión, encerrado por su propia esposa desde el nacimiento de Bobby y Dan. El constante aislamiento y la falta de comida lo volvió loco. Es una criatura salvaje y animalesca, que intentará devorar a Jennifer si esta no le ofrece comida.

## Finales
Clock Tower fue de los primeros juegos en incorporar múltiples finales, que dependen de las decisiones que tome el jugador durante el transcurso del juego. Estos finales se clasifican de la «A» a la «H», de tal manera que el A es el «mejor final» y el H el «peor final». También existe un final especial, clasificado como «S»:
- Final S

Es el final especial y el más difícil de conseguir. Es idéntico al final A, con la diferencia de que la amiga que sobrevive durante el juego (Ann o Laura) aparece desmayada en el suelo y no es empujada por Mary. Esta luego trata de estrangular a Jennifer pero una bandada de cuervos ataca a Mary, tras lo cual ella cae de la torre del reloj. Su amiga recupera la conciencia y juntas huyen de la mansión. Sin embargo, este final no se considera canónico.
- Final A

Este final se activa cuando transcurre la secuencia de la prisión, y si una de las amigas de Jennifer sobrevive. Luego de que Bobby cae de la Torre del Reloj Jennifer encuentra a su amiga (Ann o Laura) ahí y ambas están contentas. Sin embargo, Mary interrumpe la reunión de las chicas y arroja a la amiga de Jennifer por la torre. Entonces Jennifer derrota a Mary del mismo modo que en el final B. Sin embargo, si liberó al cuervo de la jaula en una de las habitaciones, una bandada de cuervos aparecerá y atacará a Mary, tras lo cual ella cae de la torre del reloj. Este final se considera canónico, ya que es compatible con los hechos de Clock Tower (PlayStation).
- Final B

Después de presenciar la muerte de todas sus amigas, Jennifer se dirige al tercer piso de la mansión. Sin embargo, Bobby irrumpe a través del techo del ascensor y vuelve a perseguir a la muchacha. Esta huye por unas escaleras hasta la torre del reloj y hace sonar las campanas. El sonido de los engranajes desorienta a Bobby, que pierde el equilibrio y cae de la torre. Entonces aparece Mary, que intenta estrangular a Jennifer por la muerte de sus hijos. La muchacha arroja a la mujer a un generador eléctrico, provocando su muerte. Jennifer huye de Clock Tower. Este final se considera canónico, ya que es compatible con los hechos de Clock Tower (PlayStation).
- Final C

Jennifer sube en ascensor al segundo piso, donde la recibe Mary. La muchacha, que ha visto el cadáver de su padre, pide explicaciones a la mujer. Mary intenta apuñalar a Jennifer, pero esta se zafa y huye hacia la torre del reloj. Mary pide ayuda a Bobby mientras persigue a la chica. Mientras Jennifer sube por las escaleras hacia la torre, la mujer la atrapa por un pie. La muchacha consigue liberarse, Mary pierde el equilibrio y cae. En lo alto de la torre, Jennifer se enfrenta a Bobby, que quiere vengar a su madre y a su hermano. Entonces la chica hace sonar las campanas. El sonido de los engranajes desorienta al niño, que pierde el equilibrio y cae de la torre. Jennifer huye de Clock Tower. Este final se considera canónico, ya que es compatible con los hechos de Clock Tower (PlayStation).
- Final D

Jennifer, que no ha visto el cadáver de su padre, sube en ascensor al segundo piso, donde la recibe Mary. La mujer se muestra amable y consuela a la chica por la muerte de sus amigas, pero mientras la abraza, la apuñala en el pecho. Jennifer, moribunda, le pregunta «¿por qué?» y Mary le responde con una sonrisa maléfica.
- Final E

Si no transcurre la secuencia de la prisión, o Jennifer no ve el cadáver de su padre, este final se activa. Mientras Jennifer se dirige al tercer piso en ascensor, este se detiene. Bobby irrumpe a través del techo con sus tijeras y la pantalla se pone en negro mientras Jennifer grita.
- Final F

Si Jennifer no presencia la muerte de Lotte, se activa este final. El juego continuará normal hasta la secuencia del ascensor. Nada más cerrarse las puertas, se oyen los gritos de Jennifer y el sonido de unas tijeras. La sangre de Jennifer se escurre debajo de las puertas.
F
- Final G

Jennifer, después de ver morir a dos de sus amigas, se dirige al garaje, donde encuentra un coche con el que escapa de la mansión y regresa al orfanato. Sin embargo, tres días después, la encuentran muerta en su habitación. Se especula que o bien se suicidó, dolorida por la muerte de sus amigas, o bien Bobby le siguió la pista.
- Final H

Este final es el más rápido de conseguir, pero también se considera el peor. Jennifer se dirige al garaje y encuentra un coche con sus respectivas llaves. Valora la posibilidad de huir en él, pero al principio no se atreve porque no quiere abandonar a sus amigas. Sin embargo, al final decide escapar con él. En la última escena, Jennifer ve a través del retrovisor frontal unas tijeras que se elevan desde el asiento trasero, grita y la pantalla se pone en negro.
Asimismo, hay otros dos finales que pueden darse debido a un bug. Dichos finales se activan si Jennifer no ve morir ni a Ann ni a Laura. El primero es idéntico a los finales G y H, solo que Jennifer huye en coche de la mansión sin morir en el orfanato ni ser asesinada y el juego actúa como si fuera el final D (en la pantalla donde dice los finales ya hechos dice eso). El segundo se consigue si el jugador cumple los requisitos para el final S, pero es idéntico al F.

## Remothered
En febrero del 2009, Mansyon Software, una compañía independiente, anunció una versión de este juego, la obra maestra de Hifumi Kohno, llamado Remothered. Este juego tendría la misma base argumental que el juego original pero con varios cambios en cuanto al desarrollo de la historia y de los personajes, con gráficos mejorados, más oscuro, más terrorífico y con nuevos puzles. No se dio a conocer una fecha exacta para el lanzamiento del juego, pero según su creador, Christopher Darril, una demo jugable estaría disponible el 2 de noviembre de 2010, y se cree que el juego estaría terminado recién entre finales de 2012 y a mediados de 2013. Hasta ahora solo se pueden ver videos e imágenes, pero se puede obtener más información sobre este juego en su página de Facebook.

## Curiosidades
Según los productores, Clock Tower está inspirado en la película Phenomena, de Dario Argento. El personaje de Jennifer está basado en la protagonista de la película, así como el Asesino de las Tijeras está inspirado en el psicópata, y Mary en la madre de este. El asesino también debe parte de su inspiración a la película de 1981 Del fuego viene por ti.